# تاکرولیموس
تاکرولیموس (به انگلیسی: Tacrolimus)
نام‌های تجاری: Prograf ،Advagraf ،Protopic
رده درمانی: داروی سرکوب‌کننده سیستم ایمنی
اشکال دارویی: پماد، قرص و آمپول

## موارد مصرف
تاکرولیموس جهت پیشگیری از رد پیوند، کولیت اولسراتیو و... تجویز می‌شود. همچنین در درمان موضعی اگزما و ویتیلیگو کاربرد دارد.
در درمان درماتیت آتوپیک به عنوان داروی ثانویه پس از کورتون، به شکل موضعی، در بالاتر از سن ٢ سال کاربرد دارد.

## عوارض جانبی
هایپر فسفولیپیدمی.
افزایش ریسک بدخیمی پوستی (خصوصاً این ریسک با تماس با نور آفتاب بیشتر شده و ضد آفتاب توصیه میشود)
باعث کاهش دفع پتاسیم و به دنبال آن هایپرکالمی(افزایش پتاسیم خون) میشود